# Eerie número 98
El número 98 de "Eerie" se publicó en enero de 1979, con el siguiente contenido:
- Portada de Patrick Woodroffe

- The Rook: Quarb And The Warball, 31 p. de Bill DuBay y Luis Bermejo

- Lo que me pasa por la cabeza ("Got You on My Mind"), 12 p. de Bruce Jones/Russ Heath nos explica la exótica maldición que obliga a un hombre a vengar los crímenes que se producen a su alrededor si quiere dejar de revivirlos en forma de pesadillas y de sufrir la quemazón de la calavera mística que le aparece en la mejilla.

- Honor & Blood, part 3, 8 p. de Nicola Cuti/Leopoldo Duranona

- Dead Man’s Ship, 8 p. de Nicola Cuti e Isidro Monés

- Divine Wind, 6 p. de Louise Jones & Budd Lewis con dibujos de Esteban Maroto

- Don’t Drink The Water, 8 p. de Gerry Boudreau y Martin Salvador

- Bruce Bloodletter Of The IRS, 8 p. de Bill DuBay & Fernando Fernández